# Brevianta
Brevianta là một chi bướm ngày thuộc họ Lycaenidae.

## Các loài
- Brevianta busa (Godman & Salvin, [1887])
- Brevianta celelata (Hewitson, 1874)
- Brevianta ematheon (Cramer, [1777])
- Brevianta hyas (Godman & Salvin, [1887])
- Brevianta perpenna (Godman & Salvin, [1887])
- Brevianta tolmides (C. & R. Felder, 1865)
- Brevianta undulata (Hewitson, 1867)
- Brevianta undulella (Strand, 1918) [1]

## Hình ảnh

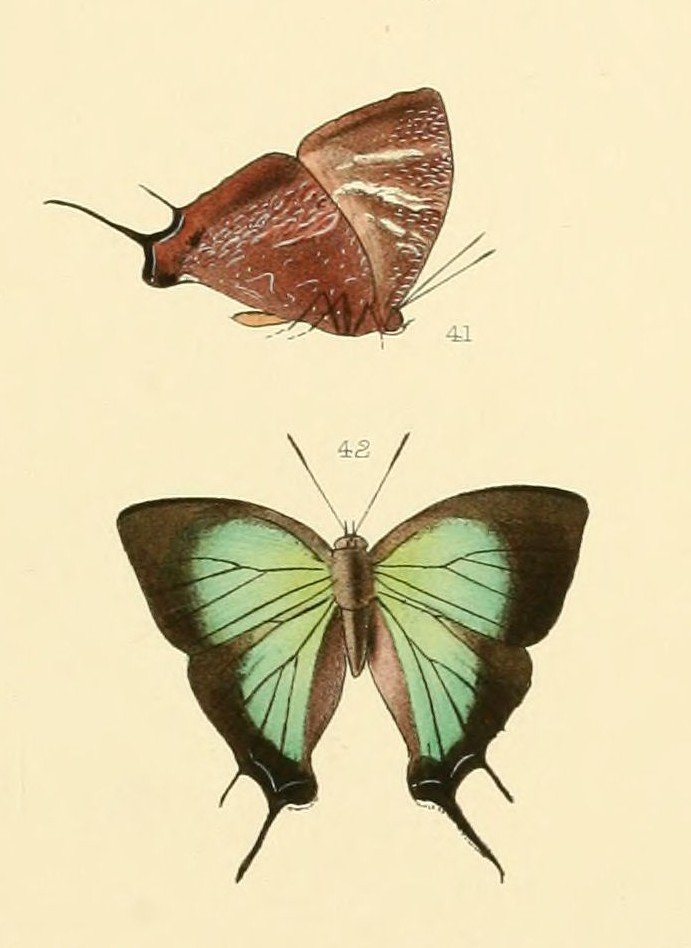